# Ramsko jezero
Ramsko jezero – jezioro zaporowe na rzece Ramie w północnej części kantonu hercegowińsko-neretwiańskiego w Bośnia i Hercegowinie. Jest położone w gminie Prozor-Rama na północ od masywu górskiego Vran. W stanie całkowitego napełnienia jezioro ma powierzchnię 14,8 km², długość 7,5 km i maksymalną głębokość 95 m. Poziom wody wynosi wtedy 595 m n.p.m. Powierzchnia zlewni jeziora wynosi ok. 550 km².
Ramsko jezero powstało 1968 r. po wybudowaniu zapory Rama o wysokości 100 m. i szerokości 230 m. Powstanie jeziora spowodowało wysiedlenie z doliny górnej Ramy 2939 osób, zamieszkujących znajdujące się tam wsie. Ich pozostałości można zobaczyć przy niskim stanie wody, szczególnie nagrobki i fundament minaretu nieistniejącego już meczetu we wsi Kopčići.
Na półwyspie Šćit, na środku jeziora, znajduje się franciszkański klasztor Rama–Šćit.

## Galeria

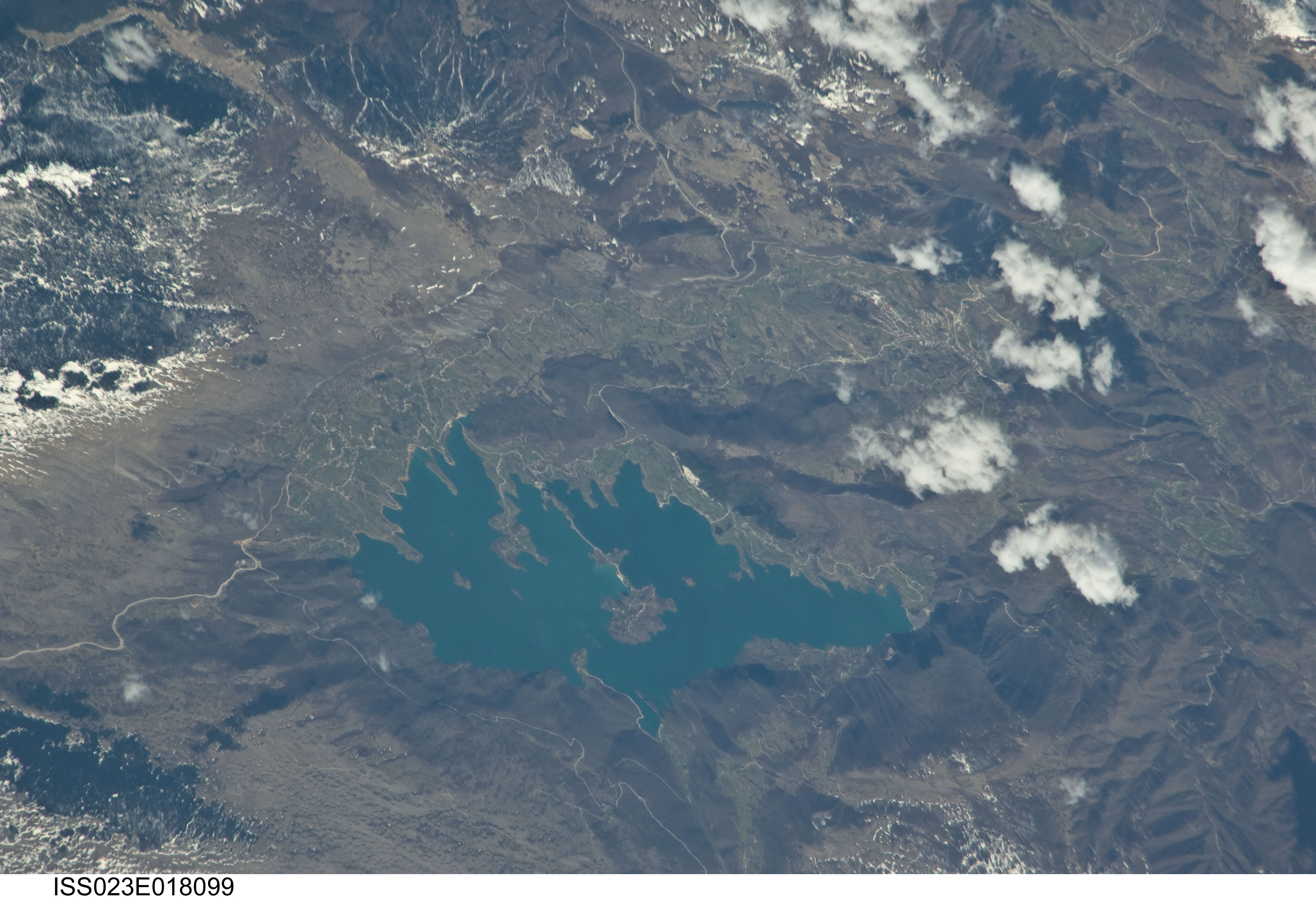
Zdjęcie satelitarne jeziora
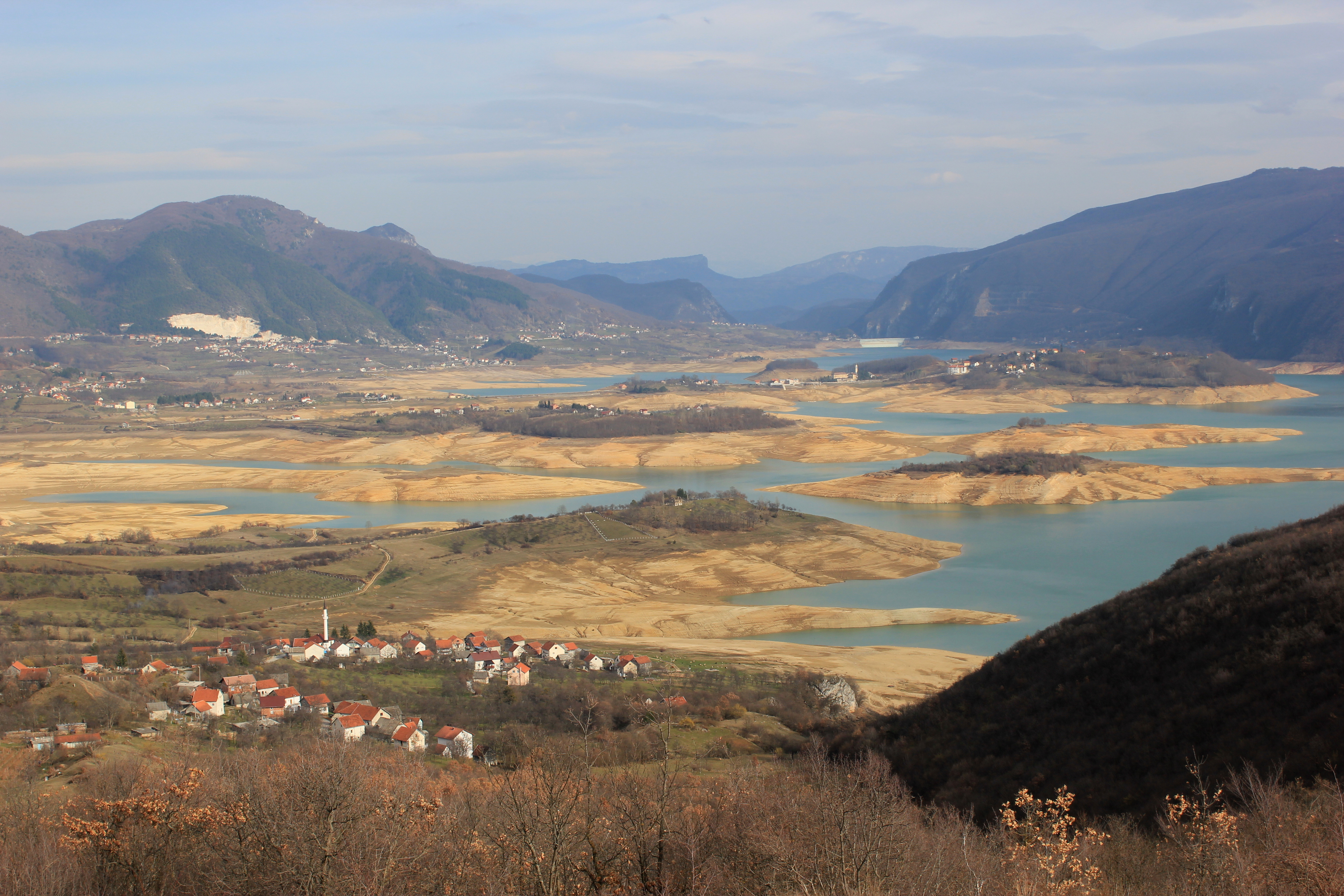
Widok na jezioro przy niskim stanie wody
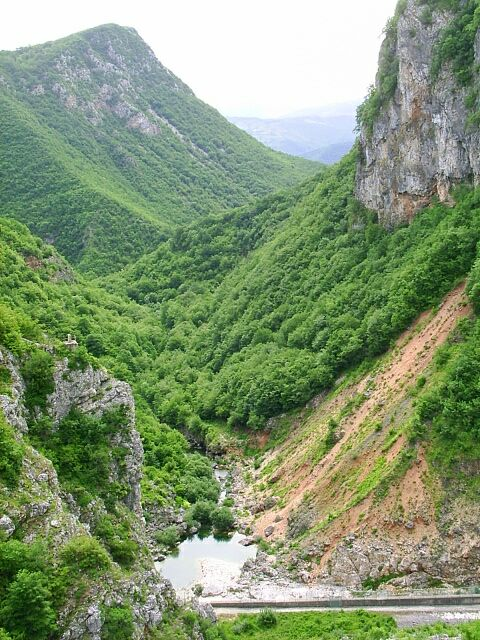
Wąwóz Ramy poniżej zapory
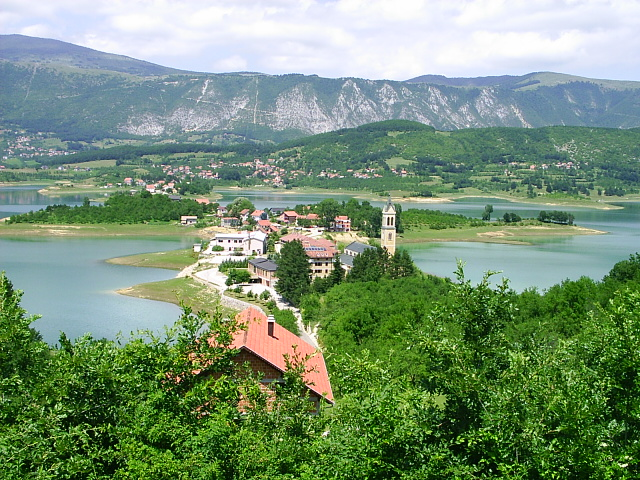
Półwysep Šćit z klasztorem